# ドーバーストリートマーケット
ドーバーストリートマーケットは、川久保玲が展開する、若い世代や川久保玲に共感するデザイナーズブランドをキュレーションしたコム・デ・ギャルソン以外の商品も取り扱うセレクトショップ。
2004年にロンドンに1号店ができ、2012年の東京店に続き、2013年にニューヨーク、2017年にシンガポール、2018年に北京、ロサンゼルス、2019年にパリに支店が開いた。
東京店は、銀座6丁目のギンザコマツが改装する際、西館の店子にドーバーを招き、当初は両社が合弁会社を作って運営する予定だったが、棟まるごと（1-6階）川久保側が運営することとなった（東館は全棟ユニクロ銀座店）。